# Santo Bartolomeo Quadri
Santo Bartolomeo Quadri (* 2. Dezember 1919 in Ossanesga, Provinz Bergamo, Italien; † 17. Oktober 2008 in Bergamo) war ein italienischer Geistlicher und römisch-katholischer Erzbischof von Modena.

## Leben
Santo Bartolomeo Quadri studierte Theologie, Kanonisches Recht und Sozialwissenschaften. Er empfing die Priesterweihe am 6. März 1943. 1955 wurde er stellvertretender Generaldirektor der katholischen Arbeitnehmer-Bewegung in Italien ACLI – Associazioni Cristiane Lavoratori Italiani. 1959 wurde er Mitglied des vorbereitenden Ausschusses des Zweiten Vatikanischen Konzils für das Dekret Apostolicam actuositatem, 1962 Mitglied des Ausschusses.
Er wurde von Papst Paul VI. am 17. März 1964 zum Titularbischof von Villa Nova  und zum Weihbischof im Bistum Pinerolo ernannt. Die Bischofsweihe spendete ihm am 7. Mai 1964 Carlo Kardinal Confalonieri. Mitkonsekratoren waren Erzbischof Pietro Sigismondi, Sekretär der Sacra Congregatio de Propaganda Fide, und Bischof Luigi Civardi.
1967 wurde er zum apostolischen Administrator von Pinerolo bestellt. Am 10. Februar 1973 wurde er zum Bischof von Terni-Narni-Amelia ernannt. Am 31. Mai 1983 ernannte ihn Papst Johannes Paul II. zum Erzbischof von Modena-Nonantola.
Seinen altersbedingten Rücktritt nahm Papst Johannes Paul II. am 12. April 1996.
Er wurde in der Kathedrale von Modena beigesetzt.

## Wirken
Santo Bartolomeo Quadri war maßgeblich an der Ausarbeitung der Pastoralkonstitution Gaudium et Spes über die Kirche in der Welt von heute und des Dekrets Apostolicam actuositatem des Zweiten Vatikanischen Konzils beteiligt.
Bischof Quadri vertrat in der Italienischen Bischofskonferenz die Kommission für Seelsorge von Familie und Beruf. Er veröffentlichte zahlreiche Texte, darunter die Schriften Appunti di etica sindacale (Hinweise für eine einheitliche Ethik) und L’uomo e le cose. Il lavoro come risposta a un comando di Dio (Mensch und Dinge. Die Arbeit als Antwort auf einen Befehl von Gott).